# Aeolusharp

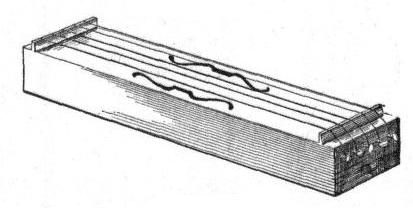
Aeolusharp

Een Aeolusharp of windharp, vroeger ook wel Aeoolsharp genoemd, is een muziekinstrument dat door de wind bespeeld wordt. Het instrument is vernoemd naar Aeolus, de Griekse god van de winden.
Traditionele aeolusharpen waren in feite niet meer dan een houten kist met over twee kammen gespannen snaren. De wind die er langs blaast veroorzaakt een trilling van de snaren waardoor deze geluid gaan produceren. Tegenwoordig bestaan er veel, al dan niet kunstzinnige varianten van de aeolusharp.
De aeolusharp was al in de oudheid bekend en was vooral in de romantiek een erg populair onderwerp.